# Timur Vermes

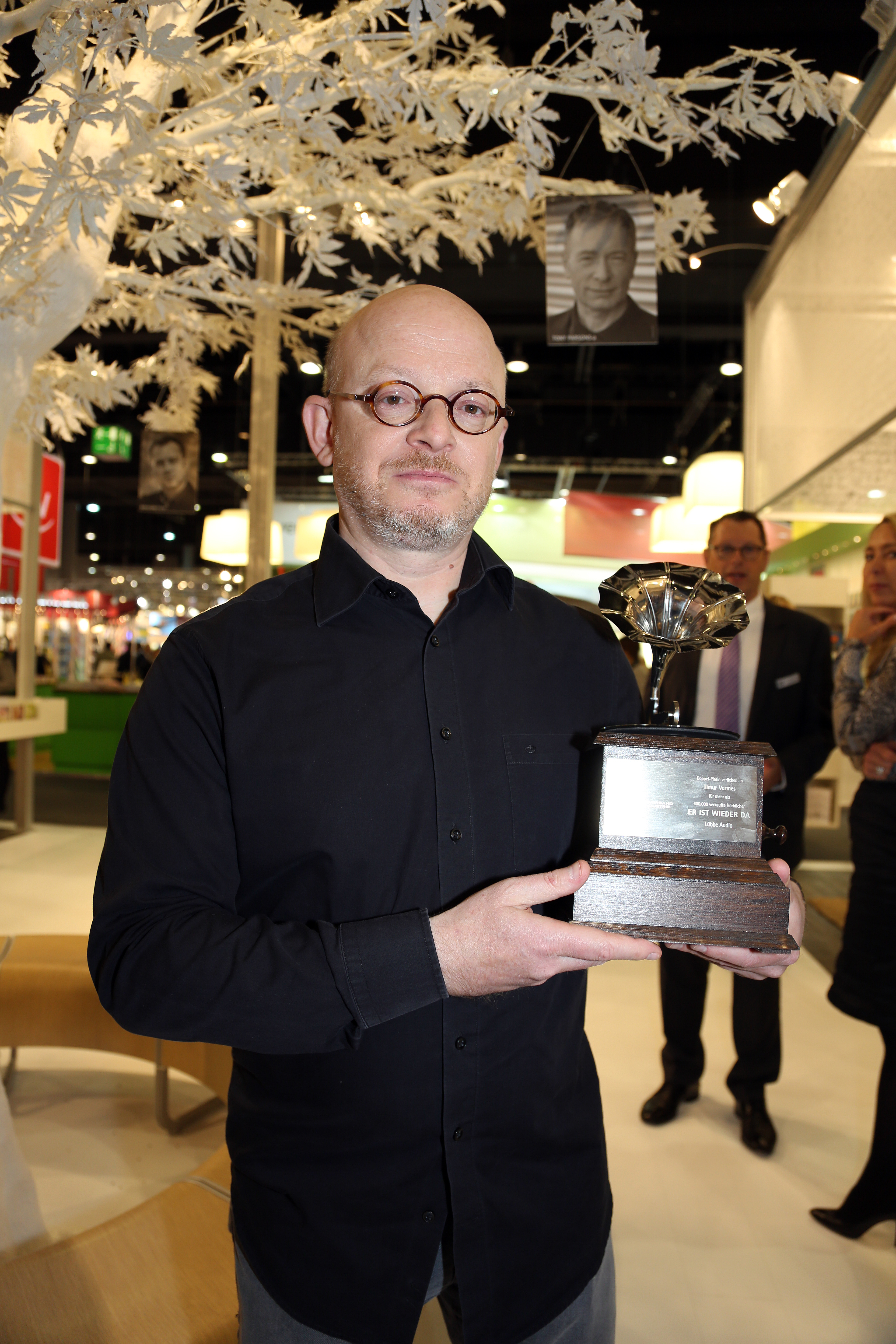
Timur Vermes auf der Frankfurter Buchmesse 2015

Timur Vermes [ˈvɛrmɛʃ] (* 1967 in Nürnberg) ist ein deutscher Schriftsteller, Journalist und Übersetzer.

## Werdegang
Vermes wurde 1967 in Nürnberg geboren und besuchte das Helene-Lange-Gymnasium in Fürth. Sein Vater war 1956 nach Niederschlagung des Volksaufstandes aus Ungarn geflohen. Nach dem Abitur studierte er in Erlangen Geschichte und Politik. Seither ist er als Journalist für Boulevardzeitungen wie die Münchner Abendzeitung oder den Kölner Express sowie verschiedene Magazine tätig.
2007 begann er als Ghostwriter Bücher zu schreiben, u. a. das Buch eines sog. Tatortreinigers mit dem Titel Was vom Tode übrig bleibt.
2012 veröffentlichte er unter dem Titel Er ist wieder da seinen ersten Roman. In der Satire entwickelt er ein Szenario, in dem Adolf Hitler 2011 in Berlin aufwacht und mit Auftritten in verschiedenen Fernsehshows wieder neue Zuläufer findet. Nach Präsentation auf der Frankfurter Buchmesse stieg der Roman bis auf Platz eins der Spiegel-Bestsellerliste. Das von Christoph Maria Herbst gelesene Hörbuch erreichte ebenfalls den Spitzenplatz. Seit September 2012 wurde Er ist wieder da mehr als 1,4 Mio. Mal verkauft (Stand Juli 2015) und in 41 Sprachen übersetzt. Im Dezember 2013 wurde bekannt, dass Vermes’ Bestseller in Co-Produktion von Constantin Film und Mythos Film verfilmt werden solle. Der Film kam im Oktober 2015 in die Kinos und wurde von 2,4 Mio. Zuschauern gesehen.
2018 erschien Vermes' neuer Roman, Die Hungrigen und die Satten, nach der Beurteilung der FAZ eine Groteske.

## Auszeichnungen
- 2012 LovelyBooks Leserpreis in der Kategorie Hörbuch für Er ist wieder da

## Werke
Roman
- 2012: Er ist wieder da, Eichborn Verlag, Köln, ISBN 978-3-8479-0517-2 (Platz 1 der Spiegel-Bestsellerliste in den Jahren 2012 und 2013).
  - 2015: Er ist wieder da. Erweiterte Studienausgabe. Eichborn Verlag, Köln, 560 S., ISBN 978-3-8479-0599-8.
- 2018: Die Hungrigen und die Satten, Eichborn Verlag, Köln, ISBN 978-3-8479-0660-5.
- 2021: U, Piper Verlag, München, ISBN 978-3-492-07104-8.

Hörbücher
- 2012: Er ist wieder da, Lübbe Audio Köln, 6 CDs 411 Min., gelesen von Christoph Maria Herbst, ISBN 978-3-7857-4741-4.
- 2018: Die Hungrigen und die Satten, Lübbe Audio Köln, gelesen von Christoph Maria Herbst, ISBN 978-3-7857-5800-7.

Sachbücher
- 2010: München für Verliebte, Societäts-Verlag, Frankfurt am Main, ISBN 978-3-7973-1189-4.
- 2022: Comic-Verführer, HarperCollins, Hamburg, ISBN 978-3-365-00058-8.

Fachartikel
- 2009: Vom Affen lernen, acquisa 07/2009.

Übersetzungen
- David Duchovny: Heilige Kuh. Wilhelm Heyne Verlag, München 2015, ISBN 978-3-453-26989-7.